# VV Baronie in het seizoen 1964/65
Het seizoen 1964/1965 was het 10e jaar in het bestaan van de Bredase betaaldvoetbalclub Baronie. De club kwam uit in de Tweede divisie B en eindigde daarin op de zesde plaats. Tevens deed de club mee aan het toernooi om de KNVB beker, hierin werd de club in de eerste ronde uitgeschakeld door Sittardia (0–3).

## Wedstrijdstatistieken

### Tweede divisie B
|       | BVV   | D.F.C. | Fortuna | 't Gooi | Helmondia '55 | Hermes DVS | HVC   | Limburgia | LONGA | NOAD  | Roda JC | SVV   | Wilhelmina | Xerxes |
| ----- | ----- | ------ | ------- | ------- | ------------- | ---------- | ----- | --------- | ----- | ----- | ------- | ----- | ---------- | ------ |
| Thuis | 2 – 0 | 3 – 6  | 2 – 0   | 3 – 0   | 0 – 0         | 2 – 4      | 3 – 1 | 2 – 1     | 0 – 1 | 1 – 1 | 3 – 2   | 4 – 0 | 3 – 3      | 4 – 1  |
| Uit   | 2 – 1 | 0 – 0  | 1 – 1   | 0 – 1   | 3 – 3         | 1 – 1      | 0 – 2 | 2 – 0     | 3 – 3 | 1 – 1 | 3 – 2   | 2 – 1 | 3 – 1      | 0 – 0  |

### KNVB beker
| 1e ronde                                   | Baronie | 0 – 3 (0 – 1) | Sittardia                                 |
| 4 oktober 1964 Plaats: Breda De Blauwe Kei |         |               | 37' Dieter Gresens 71', 83' Willy Dullens |

## Statistieken Baronie 1964/1965

### Eindstand Baronie in de Nederlandse Tweede divisie B 1964 / 1965
| Stand | Gespeeld | Gewonnen | Gelijk | Verloren | Punten | Doelpunten voor | Doelpunten tegen |
| ----- | -------- | -------- | ------ | -------- | ------ | --------------- | ---------------- |
| 6e    | 28       | 10       | 10     | 8        | 30     | 49              | 41               |

### Topscorers
| #                | Naam                       | Goal |
| ---------------- | -------------------------- | ---- |
| 1.               | Addy Brouwers              | 11   |
| 2.               | Tiest van Dongen           | 7    |
| 3.               | Frans van Deuren           | 5    |
| 3.               | Henk van Ierssel           | 5    |
| 3.               | Hans de Jongh              | 5    |
| 6.               | Theo Bilok                 | 3    |
| 6.               | Kees van Ierssel           | 3    |
| 6.               | Ad Vermolen                | 3    |
| 9.               | Leo Canjels                | 2    |
| 9.               | Johnny Geraerds            | 2    |
| 11.              | Ad van Ierssel             | 1    |
| Eigen doelpunten |                            |      |
| –                | Ton van Leeuwen (SVV)      | 1    |
| –                | Peter Verbunt (Wilhelmina) | 1    |
| Totaal           | Totaal                     | 49   |

| #      | Naam        | Goal |
| ------ | ----------- | ---- |
| –      | Geen speler | 0    |
| Totaal | Totaal      | 0    |